# WrestleMania 34
WrestleMania 34 — тридцать четвёртое ежегодное реслинг-шоу, WrestleMania. Главное PPV производства WWE, итоговые события основных брендов WWE Raw и WWE SmackDown. Трансляция идёт на WWE Network. Проходило 8 апреля 2018 года в Мерседес-Бенц Супердоуме в Новом Орлеане.
Кард мероприятия состоял из четырнадцати матчей, в том числе матчей на Kick Off. В главном событии Брок Леснар сохранил титул Чемпиона Вселенной WWE против Романа Рейнса. В другом главном матче Эй Джей Стайлз сохранил Чемпионство WWE против Синсукэ Накамура. В остальных матчах: Ронда Раузи совершила свой дебют в WWE, объединившись с Куртом Энглом, для матча против Triple H и Стефани Макмэн, в смешанном командном матче. Дэниел Брайан вернулся на ринг после почти трех лет отсутствия. Объединившись с Шейном Макмэном для противостояния с Кевином Оуэнсом и Сами Зейном. Кроме того, Гробовщик победил Джона Синау за 2 минуты 45 секунд. Шарлотт Флэр сохранила титул Чемпион WWE SmackDown среди женщин победив Аску, тем самым закончив непобежденный стрик Аски. 10-летний Николас (сын рефери Джона Коуна), стал самым молодым чемпионом WWE в истории, объединившись с Броном Строумэном, для матча против Сезаро и Шеймуса в матче за Командное чемпионство WWE Raw. Брон Строумэн выбрал его из зала в партнёры, как случайного зрителя. Так же, впервые на WrestleMania защищалось Командное чемпионство WWE SmackDown.

## Производство
WrestleMania считается знаковым событием в WWE, оно описано как Супербоул в спортивных развлечениях. Мероприятие было второй Рестлманией, которое проходило в штате Луизиана, а также второе в Мерседес-Бенц Супердоум, которое ранее принимало Рестлмания XXX 6 апреля 2014 года. 30 октября 2017 года были распроданы пакеты туриста, тогда как билеты поступило в продажу только 17 ноября 2017 года, стоимость билета варьировалась от 35 до 2000 долларов.
Три официальных тематических песни для этого мероприятия были «Celebrate» от Кида Рока, «Let The Good Times Roll» от Фредди Кинга, «Rock n Roll Jesus» Кида Рока. 8 апреля до начала WrestleMania, WWE и Snickers провели мероприятие WrestleMania Block на Площади Чемпионов. Мероприятие «Задняя дверь» включало выступление членов Зал Славы WWE Алундры Блайз и Рика Флэра, а также ныне активных рестлеров Тамины и R-Truth. Американский дуэт Chloe x Halle исполнил «America the Beautiful», перед началом Рестлмании.
Начиная с 2014 года, WWE пытались установить Романа Рейнса в качестве главного Face-а — положительного персонажа и, как следовало, «лицом компании», но значительная часть поклонников не принимала его в этой роли. Работая над проблемой его приёма зрителям WWE разными способами пытались представить его как положительного персонажа, в том числе и в реальной жизни. Это привело к тому, что Рейнса освистывали, когда он боролся в главных событиях на WrestleMania 31, WrestleMania 32 и WrestleMania 33. Понимая, что Рейнс был «выбран компанией» как «главное лицо», это привело к широко распространенным ожиданиям, что он должен победить в main event на WrestleMania 34 и стать Чемпионом Вселенной WWE, чего в итоге не случилось. При этом WWE также предполагали, что он снова будет воспринят негативно толпой на Рестлмании.

## Зал Славы WWE (классификация 2018 года)
Зал Славы WWE (англ. WWE Hall of Fame) — зал славы, посвящённый рестлерам, внёсшим большой вклад в развитие федерации рестлинга WWE. Официальной датой создания Зала считается 22 марта 1993 года, в этот день на шоу Monday Night Raw было оглашено о вводе в Зал славы Андре Гиганта, который умер за два месяца до этого.

### Индивидуально
| Фото | Прозвище (гражданское имя)                | Объявил о введении | Примечания | Ссылки |
| ---- | ----------------------------------------- | ------------------ | --- | ------ |
|      | Голдберг (Уильям Скотт Голдберг)          | Пол Хейман         | Чемпион мира WCW в тяжёлом весе Двукратный Чемпион США WCW в тяжёлом весе Командный чемпион мира WCW Пятый Чемпион Тройной Короны WCW Чемпион мира в тяжёлом весе Чемпион Вселенной WWE | [ 59 ] |
|      | Айвори (Лиза Мари Моретти)                | Молли Холли        | Трехкратная Чемпион WWF среди женщин | [ 62 ] |
|      | Джефф Джарретт (Джеффри Леонард Джарретт) | Дорожный Пёс       | Четырехкратный Чемпион мира WCW в тяжёлом весе> Трехкратный Чемпион США WCW в тяжёлом весе Чемпион Европы WWF Шестикратный Интерконтинентальный чемпион WWF Командный чемпион мира WWF  | [ 65 ] |
|      | Хиллбилли Джим (Джеймс Моррис)            | Джимми Харт        | Более 30 лет проработал в WWE. Выступал как рестлер и менеджер, а также занимал административные должности.                                                                             | [ 68 ] |
|      | Марк Генри (Марк Джеррольд Генри)         | Биг Шоу            | Чемпион мира ECW в тяжёлом весе Чемпион мира в тяжёлом весе Чемпион Европы WWF Трижды обладатель премии Slammy Awards                                                                   | [ 71 ] |

### Команда
| Фото | Прозвище (гражданское имя)                                                  | Объявил о введении                | Примечания | Ссылки |
| ---- | --------------------------------------------------------------------------- | --------------------------------- | --- | ------ |
|      | Дадли Бойз Бабба Рей Дадли (Марк Ломонако) Ди-Вон Дадли (Дивон Эдджер Хьюз) | Эдж и Кристиан/(E&C) Эдж Кристиан | Восьмикратные Командные чемпионы мира ECW Восьмикратные Командные чемпионы мира WWF Командные чемпионы WWE Командные чемпионы мира WCW | [ 76 ] |

### Знаменитости
| Фото | Прозвище (гражданское имя)    | Объявил о введении | Примечания | Гость                                                        | Ссылки |
| ---- | ----------------------------- | ------------------ | --- | ------------------------------------------------------------ | ------ |
|      | Кид Рок (Роберт Джеймс Ритчи) | Triple H           | Выступал вживую на нескольких шоу WWE, автор вступительной песни Гробовщика («American Bad Ass») и Стэйси Киблер («Legs»). Множество его песен использовалось в pay-per-view шоу. | Американский певец, рок-музыкант, рэпер, композитор и актёр. | [ 77 ] |

## Предыстория

### Эй Джей Стайлз против Синсукэ Накамуры
На Royal Rumble Синсукэ Накамура выиграл мужской матч Royal Rumbl, тем самым заработав матч за Чемпионство Вселенной WWE либо Чемпионство WWE по своему выбору на Рестлмании. Накамура выбрал чемпиона WWE Эй Джей Стайлза. На Fastlane Стайлз сохранили Чемпионство WWE в шестистороннем матче, тем самым подтвердив матч Стайлз против Накамуры на Рестлмании. На очередном эпизоде WWE SmackDown Стайлз и Накамура выразили уважение друг к другу, но Накамура пообещал провести Kinshasa Стайлзу на Рестлмании и стать чемпионом WWE. На следующей неделе Накамура продемонстрировал Kinshasa Стайлзу после спасения от его нападения. Стайлз предупредил Накамуру, чтобы он не относился к нему легкомысленно, и напомнил об их предыдущей встрече в NJPW. Стайлз провёл Накамуре приём Phenomenal Forearm после того, как они выиграли командный матч на эпизоде от 3 апреля.

### Брок Леснар против Романа Рейнса
На WrestleMania 33 Брок Леснар выиграл титул Чемпиона вселенной WWE, победив Голдберга и защитив его в различных титульных матчах в течение следующего года. Претендент на титул чемпиона Вселенной WWE против Леснар на Рестлмании 34 был определен в матче на Elimination Chamber, в котором победил Роман Рейнс. Менеджер Леснара Пол Хейман ранее постоянно упоминал, что его клиент — единственный, кто победил Гробовщика на Рестлмании. Леснар и Рейнс ранее встречались на Рестлмании 31 в матче за Чемпионство мира WWE в тяжёлом весе (в настоящее время Чемпионат WWE), но без победителя. В матч вмешался Сет Роллинс обналичив свой контракт Деньги в Банке и удержа Рейнса. Несмотря на рекламу, Леснар не появлялся на эпизодах WWE Raw. Рейнс неоднократно критиковал отсутствие Леснара как неуважительное, а также подвергал сомнению решение председателя WWE Винса Макмэна, по своему временному отстранению. Когда Рейнс всё же появился на Raw, чтобы противостоять Леснару, он был арестован маршалами США. В наручниках Рейнс напал на маршалов, но затем его жестоко атаковали Леснар, в итоге Рейнса увезли на носилках. На следующей неделе Рейнс получил F-5 от Леснара на стальные ступеньки. На эпизоде Raw перед Рестлманией Хейман сказал, что если Леснар проиграет, они не будут повторно подписывать контракт с WWE. Рейнс вышел и атаковал Леснара пятью ударами Superman punch, но Леснар пришёл в себя и провёл F-5 на Рейнсе..

### Финн Балор против Сета Роллинса против Миза
Проиграв в матче на Elimination Chamber, Интерконтинентальный чемпион Миз сказал, что его матч должен быть main event Рестлмании, так как его титул стал более важным, чем Чемпион Вселенной WWE. Он потребовал претендента на Рестлмании. Курт Энгл объявил, что противник Миза на сегодняшнем WWE Raw будет его противником на Рестлмании, если он выиграет матч. На ринг вышел Сет Роллинс, и победил его. После этого вышел Финн Балор также потребовал боя с Мизом. Сразу после гонга вышли Мизтураш (Бо Даллас и Кёртис Аксель) и напали на Балора. Матч закончился дисквалификацией Миза. Члены клуба Карл Андерсон и Люк Галлоус выбежали на помощь Балору. Курт Энгл запретил находиться посторонним рестлерам у ринга, а матч начал заново. Балор победил Миз, а Сет Роллинс бросил ему вызов на Рестлманию. На следующей неделе Роллинс и Балор столкнулись в гандикап-матче с Мизом и Miztourage (Бо Далласом и Кёртис Акселем), 2 на 3, который выиграла команда Роллинса и Балор. После этого генеральный менеджер Raw Курт Энгл запланировал, что Миз будет защищать Интерконтинентальный титул от Балора и Роллинса, в матче с тройной угрозой на Рестлмании.

### Аска против Шарлотт Флэр
На Royal Rumble Аска выиграла женский матч Royal Rumbl, в результате чего Аска получила право бросать вызов чемпионке WWE Raw либо чемпионке WWE SmackDown на выбор, по своему усмотрению, на Рестлмании. По совету комиссара WWE Raw Стефани Макмэн Аска отложила свое решение, пока обе чемпионки не защитили свои титулы на Elimination Chamber и Fastlane соответственно. После успешной защиты титула чемпионки WWE SmackDown Шарлотт Флэр на Fastlane появилась Аска и бросила вызов за женскому чемпионство SmackDown. На очередном эпизоде Raw, Аска объяснила, что выбрала Шарлотт, поскольку она хотела бросить вызов лучшей чемпионке в WWE. На WWE SmackDown следующей ночью, Шарлотт столкнулась с Аской и пообещала положить конец непобежденному стрику Аски.

### Алекса Блисс с (Микки Джеймс) против Наи Джакс
После того как в августе 2017 года Алекса Блисс выиграла свой второй чемпионcкий пояс женской чемпионки Raw она начала дружить с Наей Джакс, которая также хотела стать чемпионкой. Ная не смогла выиграть титул на Royal Rumble, а также проиграл Аске на Elimination Chamber в матче, победа в котором бы включила её в матч за чемпионство на Рестлмании. После того как Аска победил ее в матче-реванше на WWE Raw, Алекса Блисс успокоила Наю и сказала, что она заслуживает чемпионство. Когда Аска объяснила свои причины, почему она выбрала Шарлотт, Алекса и Микки Джеймс столкнулись с Аской и позвали Наю, чтобы та сразилась с Аской. Когда Джакс не появилась, Микки сама вышла на поединок, но проиграла матч. Позже, во время матча Наи, Алекса и Микки, которые не знали, что включена громкая связь, нелестно отзывались о Наи, которая была расстроена этим. На следующей неделе Алекса принесла фальшивые извинения, а сама продолжала оскорблять Наю, которая в конечном итоге стала преследовать чемпионку за кулисами. Когда Алекса на очередном Raw пожаловалась на это генеральному менеджеру Курту Энглу, он назначил ей матч, в котором она будет защищать женское чемпионство Raw против Наи на Рестлмании.

### Брон Строумэн и Николас против Бара (Шеймус и Сезаро)
После победы над Возрождением (Дашем Уайлдером и Скоттом Доусоном), командные чемпионы WWE Raw Сезаро и Шеймус заявили, что они победили каждую действующую команду на WWE Raw и объявили открытый вызов любой команде Raw, чтобы встретиться с ними для титульного матча на Рестлмании. На очередном эпизоде Raw, генеральный менеджер Курт Энгл запланировал Королевскую битву среди команд, где победившая команда получит матч за командное чемпионство WWE Raw на Рестлмании. Брон Строумэн вмешался в этот матч и победил. На следующей неделе Энгл решил, что Строумэн получит матч за командное чемпионство WWE Raw на Рестлмании, как только найдёт себе партнера. Строумэн сказал, что ему не нужен партнер, но он у него будет. В одиночных матчах он победил Сезаро, а через неделю и Шеймуса, но не показал своего командного партнера.

### Курт Энгл и Ронда Раузи против Triple Hа и Стефани Макмэн
На WrestleMania 31 звезда UFC Ронда Раузи появилась вмести со Скалой чем смутила руководство (Triple H и его жену, Стефани Макмэн). В течение следующих нескольких лет она появлялась несколько раз в WWE, а по слухам, должна была стать чемпионкой в матче на Royal Rumble. Тогда бывшая звезда UFC отрицала, что будет на мероприятии. Однако в самом конце она появилась, подтвердив, что подписала контракт с WWE указав на символ WrestleMania Раузи дала понять, что нацелена на матч на WrestleMania 34 Во время официального подписания контракта на Elimination Chamber, ее дебютный матч на Рестлмании был подтвержден. Генеральный менеджер WWE Raw Курт Энгл, которого Стефани (ныне комиссар Raw) ранее угрожала уволить после Survivor Series который в матч за команду Raw включил Triple H так же он вспомнил инцидент на Рестлмании 31 и предупредил Раузи, что Triple H и Стефани хотят отомстить. Ронда бросила Triple H на стол, но тут же получила пощёчину от Стефани. Увидев взгляд Ронды Стефани поскорей убежала с ринга и только после Ронда подписала контракт. Следующей ночью на Raw, Стефани была вынуждена извиниться за пощёчину, так как Ронда пригрозила вырвать ей руку. Когда она покидала ринг, Triple H атаковал Энгла. На следующей неделе Стефани сказала, что Ронда может выбрать любую диву из ростера Raw в оппоненты на Рестлмании, кроме чемпионки Алексы Блисс; она выбрала Стефани. Когда Triple H возразил, Энгл указал, что у обоих Triple H и Стефани активные контракты в качестве борцов, и что они запланировали смешанную командную встречу со Стефани и Triple H против Ронды и самого себя. На финальном Raw перед Рестлманией мероприятие Q&A (вопрос-ответ) закончился тем, что Стефани бросила Ронду на стол.

### Дэниел Брайан и Шейн Макмэн против Кевина Оуэнса и Сами Зейна
В течение лета 2017 года Кевин Оуэнс фьюдил с комиссаром WWE SmackDown Шейном Макмэном; на Hell in a Cell Кевин Оуэнс победил Шейна в матче «Ад в клетке» благодаря помощи врага, ставшего другом Сами Зейна. Зейн объяснил, что он разочаровался в том, что не получил ожидаемых возможностей на SmackDown и понял, что Оуэнс всегда был прав в своих сомнительных действиях. Оуэнс и Зейн продолжали вражду с Шейном, в том числе напали на него на Survivor Series и Шейн пригрозил уволить их, если они проиграют матч на Clash of Champions, в то время как генеральный менеджер SmackDown Дэниел Брайан, по-видимому одобрил их предоставив им возможность сразиться за Чемпионство WWE: сначала на Royal Rumble, когда Эй Джей Стайлз сохранил свой титул, в матче с гандикапом и снова на Fastlane, когда Оуэнс и Зейн были среди пять претендентов. После последнего матча вражда обострилась, так как Шейн не оставил попытки уволить Оуэнса и Зейна. Позже Шейн принял решение уйти в бессрочный отпуск, но его последним решением было назначить матч друг против друга Оуэнсу и Зейну на Рестлмании 34. Оуэнс и Зейн отреагировали на это жестоким нападением на Шейна. На следующей неделе Дэниел Брайан заявил, что он полностью восстановился по всем медицинским показателям, и снова может выйти на ринг; его последний матч состоялся в апреле 2015 года. Позже он уволил Оуэнса и Зейна за нападение на Шейна и получил удар. В ответ Брайан сказал, что сожалеет о том, что он одобрял их и назначил командный матч, Шейн и он против Оуэнса и Зейна, причем последние будет наняты обратно, если они выиграют. На последнем SmackDown перед Рестлманией 34 Шейн также был допущен к матчу.

### Джиндер Махал с (Сунилом Сингхом) против Рэнди Ортона против Бобби Руда против Русева с (Эйденом Инглишом)
На Fastlane Рэнди Ортон выиграл чемпионство Соединенных Штатов WWE у Бобби Руда. После матча Джиндер Махал, который чувствовал, что он должен был быть в матче, напал на обоих рестлеров. На следующем эпизоде WWE SmackDown Руд обозначил своё право на реванш на Рестлмании 34. На следующей неделе на Рестлмании Ортон должен был защищать чемпионство Соединенных Штатов WWE в матче с тройной угрозой, против Руда и Махал. Но на SmackDown от 27 марта, Ортон и Руд проиграли в командном матче Махалу и Русеву. После этого Русев потребовал, чтобы его добавили в титульный матч, так как он удержал Ортона. В итоге матч стал фатальным четырёхсторонним.

### Братья Усо (Джимми и Джей) против Нового дня (Биг И и Кофи Кингстон с Ксавье Вудс) против Братьев с дубинами (Харпер и Роуэн)
В течение 2017 года Братья Усо (Джей и Джимми Усо) сражались на различных мероприятиях c Новым днём (Биг И, Кофи Кингстон и Ксавье Вудс) за Командное чемпионство WWE SmackDown. Первоначальная вражда закончилась на Hell in a Cell победой Усо. Новый день заработали еще один матч за титул на Fastlane, но обе команды подверглись нападению Братьев с дубинами (Харпер и Роуэн), травмировав Джея Усо, Кингстона и Вудса. На следующем эпизоде WWE SmackDown, Биг И и Джимми Усо объединились в команду, чтобы отомстить, но потерпели поражение. В эпизоде от 27 марта Новый день проиграли Братьям с дубинами по дисквалификации после того, как Усо напали на последних. На Рестлмании 34 был запланирован командный матч с тройной угрозой за командное чемпионство WWE SmackDown.

### Гробовщик против Джона Сины
Будучи решительно настроен выступить на Рестлмании 34, свободный агент Джон Сина вошел в матч Королевская битва, чтобы заработать себе матч за чемпионство WWE на Рестлмании, но потерпел неудачу. Затем он квалифицировался на отборочный матч на Elimination Chamber, надеясь заработать шанс на матч за чемпионство Вселенной WWE на Рестлмании. Далее, пользуясь статусом свободного агента, был одним из пяти претендентов на матч за чемпионство на Fastlane от WWE SmackDown, но в обеих попытках удача была не на его стороне. Вернувшись назад на WWE Raw Сина задумался о том, чтобы прийти на Рестлманию в качестве поклонника, но затем решил бросить вызов Гробовщику, которому он уже бросал вызов за несколько недель до этого. Сина заявил, что тогда не руководство WWE мешало матчу, а сам Гробовщик никак не ответил. В течение оставшихся недель предшествовавших Рестлмании Сина так и не получил никакого ответа, несмотря на неоднократное промо в адрес Гробовщика. В финальном Raw перед Рестлманией Сина сказал, что он не станет занимать места у какого-либо из постоянных рестлеров ни в одном из матчей и пойдёт на Рестлманию как поклонник. Так же сказал, что не в обиде на то, что не состоится их встреча и не злится на Гробовщика за то, что он так и не отвечает. Придя на Рестлманию как поклонник и смотря матчи со всеми, к нему в один момент подбежал кто-то из работников WWE и сказал срочно бежать за кулисы готовиться к матчу, так как Гробовщик принял его вызов.

### Седрик Александер против Мустафы Али
23 января 2018 года Чемпион WWE в полутяжёлом весе Энцо Аморе был освобожден от выступлений в WWE, а титул в итоге стал вакантным. Позже был назначен отдельный от WWE Raw генеральный менеджер на 205 Live, которое ранее контролировался непосредственно Raw, так как является его дивизионом. В эпизоде от 30 января новый генеральный менеджер Дрейк Маверик (ранее известный как «Рокстар Спад» по Impact Wrestling) для решения сложившейся ситуации запланировал провести турнир на выбывание из 16 человек, чтобы короновать нового чемпиона WWE в полутяжёлом весе, на Рестлмании 34 так как последний матч за чемпионство должен будет состояться именно там. Турнир проходил в течение следующих нескольких недель. В итоге в финал вышли Седрик Александер и Мустафа Али которые и сразились в финале турнира на Рестлмании за вакантный титул Чемпиона WWE в полутяжёлом весе.

### Женская Королевская битва Wrestlemania
На эпизоде WWE Raw от 12 марта шанс выступить на Женской Королевской битве был предоставлен любой диве любого бренда, которая была запланирована на Рестлмании 34. Матч первоначально был назван в честь члена Зала Славы WWE Невероятной Мула и был представлен в качестве женского аналога Мемориального трофея Андре Гиганта. Однако несколько дней спустя матч был переименован в Женскую Королевскую битву Wrestlemania из-за негативной реакции поклонников и критиков относительно прошлого обращения Мулы к другим женщинам. Как и в мужском матче, победительница получит трофей и как мужская, так и женская Королевская битва были запланированы на Kick Off. Основной сюжетной линией, вошедшей в женский матч, стали напряжённые отношения в дружбе между Бейли и Сашей Бэнкс. На Elimination Chamber Саша выбила Бейли в аналогичном матче. 19 марта на эпизоде Raw Саша была первой, кто объявил о своём участии в Женской Королевской битве. Неделю спустя Бейли так же подтвердила свое участие, а после столкнулась с Сашей за кулисами, что привело к драке. На финальном Raw перед Рестлманией Саша спасла Бейли от послематчевой засады Сони Девиль и Мэнди Роуз из Absolution. Саша ожидал, что Бейли будет благодарен, но вместо этого они подрались.

### Королевская битва в честь Андре Гиганта
10 марта 2014 года на эпизоде WWE Raw, принимал участие Халк Хоган объявивший, что он создает Королевскую битву за Мемориальный трофей Андре Гиганта в честь наследия Андре, которая состоится на Рестлмании 6 апреля, а победитель получит Мемориальный трофей Андре Гиганта (сделанный по подобию Андре). Королевская битва за Мемориальный трофей Андре Гиганта является ежегодной, проводится на Рестлмании. Первый мемориальный королевский бой был проведен на WrestleMania XXX в 2014 году, первым победителем стал Сезаро. Матч назван в честь Андре Гиганта первого, кого ввели в Зал Славы WWE, который при росте более 7 футов 4 дюйма — 224 сантиметра и весом 520 фунтов — 236 килограммов был известен как «Король Королевской битвы» из-за большинства победы в подобных матчах, в которых он участвовал. Самой церемонии не было, а Андре был введён посмертно. В марте 2015 года на WWE Network была добавлена сокращенная версия церемонии 1994 года, где упомянуто об Андре Гиганте

## Результаты матчей
| №                                 | Матч | Тип матча                                                                                   | Время | Ссылки  |
| --------------------------------- | --- | ------------------------------------------------------------------------------------------- | ----- | ------- |
| Kick Off                          | Мэтт Харди победил, выбросив последним Барона Корбина                                                                                              | Королевская битва, за Мемориальный трофей в честь Андре Гиганта                             | 15:45 | [ 172 ] |
| Kick Off                          | Седрик Александер победил Мустафу Али | Финал турнира, за вакантный титул Чемпиона WWE в полутяжёлом весе                           | 12:20 | [ 173 ] |
| Kick Off                          | Наоми победила, выбросив последнюю Бейли | Женская Королевская битва Wrestlemania                                                      | 9:50  | [ 176 ] |
| 1                                 | Сет Роллинс, победил Миза (с) и, Финна Балора | Матч с тройной угрозой, за титул Интерконтинентального чемпиона WWE                         | 15:30 | [ 177 ] |
| 2                                 | Шарлотт Флэр (с) победил Аску | Одиночный матч, за титул Чемпионки WWE SmackDown среди женщин                               | 13:05 | [ 178 ] |
| 3                                 | Джиндер Махал с (Сунилом Сингх) победил Рэнди Ортона (с), Бобби Руда и Русева с (Эйденом Инглишем)                                                 | Фатальный четырёхсторонний матч за титул Чемпиона Соединенных Штатов WWE                    | 8:15  | [ 181 ] |
| 4                                 | Курт Энгл и Ронда Раузи победили Triple H и Стефани Макмэн                                                                                         | Смешанный командный матч                                                                    | 20:40 | [ 182 ] |
| 5                                 | Братья с дубинами (Харпер и Роуэн) победили Братьев Усо (Джея и Джимми Усо) (с) и Новый день (рестлинг) (Биг И, Кофи Кингстона с Ксавьером Вудсом) | Командный матч с тройной угрозой, за титул Командных чемпионов WWE SmackDown                | 5:50  | [ 183 ] |
| 6                                 | Гробовщик победил Джона Сину | Одиночный матч                                                                              | 2:45  | [ 25 ]  |
| 7                                 | Дэниел Брайан и Шейн Макмэн победили Кевина Оуэнса и Сами Зейна                                                                                    | Командный матч. Условия: если Оуэнс и Зейн выигрывают, их нанимают обратно на WWE SmackDown | 15:25 | [ 184 ] |
| 8                                 | Ная победила Алексу Блисс (c) с (Микки Джеймс) | Одиночный матч, за титул Чемпионки WWE Raw среди женщин                                     | 10:15 | [ 185 ] |
| 9                                 | Эй Джей Стайлз (с) победил Синсукэ Накамура | Одиночный матч, за титул Чемпиона WWE                                                       | 20:20 | [ 186 ] |
| 10                                | Брон Строумэн и Николас, победили Сезаро и Шеймуса                                                                                                 | Командный матч, за титул Командных чемпионов WWE Raw                                        | 4:00  | [ 188 ] |
| 11                                | Брок Леснар (с) победил Романа Рейнса | Одиночный матч, за титул Чемпиона Вселенной WWE                                             | 15:55 | [ 189 ] |
| (c) — чемпион на момент поединка. | |                                                                                             |       |         |

### Участники Женской Королевской битвы Wrestlemania
Участница с бренда WWE Raw,      Участница с бренда WWE SmackDown,      Участница с бренда NXT,      Победитель.
| Дива          | Бренд         | Бренд | Порядок устранения |
| ------------- | ------------- | ----- | ------------------ |
| Бейли         | WWE Raw       | ***   | 19                 |
| Дана Брук     | Raw           |       | 2                  |
| Мэнди Роуз    | Raw           |       | 3                  |
| Микки Джеймс  | Raw           |       | 12                 |
| Саша Бэнкс    | Raw           |       | 18                 |
| Соня Девиль   | Raw           |       | 4                  |
| Бекки Линч    | WWE SmackDown |       | 11                 |
| Кармелла      | SmackDown     |       | 1                  |
| Лана          | SmackDown     |       | 6                  |
| Лив Морган    | SmackDown     |       | 15                 |
| Наоми         | SmackDown     |       | Победитель         |
| Наталья       | SmackDown     |       | 14                 |
| Руби Райот    | SmackDown     |       | 16                 |
| Сара Логан    | SmackDown     |       | 17                 |
| Бьянка Белэр  | NXT           |       | 9                  |
| Дакота Кай    | NXT           |       | 10                 |
| Каири Сэйн    | NXT           |       | 5                  |
| Кавита Деви   | NXT           |       | 7                  |
| Пейтон Ройс   | NXT           |       | 13                 |
| Тайнара Конти | NXT           |       | 8                  |

### Участники Королевской битвы Мемориального трофея Андре Гиганта
Участник с бренда WWE Raw,      Участник с бренда WWE SmackDown,      Победитель.
| Рестлер          | Бренд         | Бренд | Порядок устранения |
| ---------------- | ------------- | ----- | ------------------ |
| Голдаст          | WWE Raw       | ***   | 24                 |
| Кейн             | Raw           |       | 27                 |
| R-Truth          | Raw           |       | 4                  |
| Райно            | Raw           |       | 14                 |
| Аполло Крюс      | Raw           |       | 12                 |
| Бо Даллас        | Raw           |       | 17                 |
| Даш Уайлдер      | Raw           |       | 15                 |
| Карл Андерсон    | Raw           |       | 10                 |
| Кёртис Аксель    | Raw           |       | 18                 |
| Курт Хоукинс     | Raw           |       | 3                  |
| Люк Галлоус      | Raw           |       | 11                 |
| Мэтт Харди       | Raw           |       | Победитель         |
| Скотт Доусон     | Raw           |       | 16                 |
| Тайтус О’Нил     | Raw           |       | 23                 |
| Хит Слейтер      | Raw           |       | 21                 |
| Эйден Инглиш     | WWE SmackDown |       | 1                  |
| Коннор           | SmackDown     |       | 2                  |
| Моджо Роули      | SmackDown     |       | 28                 |
| Примо Колон      | SmackDown     |       | 5                  |
| Син Кара         | SmackDown     |       | 19                 |
| Барон Корбин     | SmackDown     |       | 29                 |
| Виктор           | SmackDown     |       | 8                  |
| Дольф Зигглер    | SmackDown     |       | 26                 |
| Зак Райдер       | SmackDown     |       | 9                  |
| Майк Канеллис    | SmackDown     |       | 6                  |
| Тай Диллинджер   | SmackDown     |       | 25                 |
| Тайлер Бриз      | SmackDown     |       | 7                  |
| Фанданго         | SmackDown     |       | 20                 |
| Чад Гейбл        | SmackDown     |       | 22                 |
| Шелтон Бенджамин | SmackDown     |       | 13                 |

## Турнир за титул Чемпиона WWE в полутяжёлом весе
|  | Первый раунд 1/8 финала 205 Live (30 янв), (6, 13, 20 фев) 2018 | Первый раунд 1/8 финала 205 Live (30 янв), (6, 13, 20 фев) 2018 | Первый раунд 1/8 финала 205 Live (30 янв), (6, 13, 20 фев) 2018 |                      |                           | 1/4 финала 205 Live (28 фев), (7 мар) 2018 | 1/4 финала 205 Live (28 фев), (7 мар) 2018 | 1/4 финала 205 Live (28 фев), (7 мар) 2018 |  |                           | Полуфиналы 205 Live 13, 20 мар 2018 | Полуфиналы 205 Live 13, 20 мар 2018 | Полуфиналы 205 Live 13, 20 мар 2018 |  |                           | Финал WrestleMania 34 8 апр 2018 | Финал WrestleMania 34 8 апр 2018 | Финал WrestleMania 34 8 апр 2018 |
|  |                                                                 |                                                                 |                                                                 |                      |                           |                                            |                                            |                                            |  |                           |                                     |                                     |                                     |  |                           |                                  |                                  |                                  |
|  | Соединённые Штаты Америки                                       | Седрик Александр                                                | Проходит в 1/4 финала                                           |                      |                           |                                            |                                            |                                            |  |                           |                                     |                                     |                                     |  |                           |                                  |                                  |                                  |
|  | Мексика                                                         | Гран Металик                                                    | 9:27 удержание                                                  |                      |                           |                                            |                                            |                                            |  |                           |                                     |                                     |                                     |  |                           |                                  |                                  |                                  |
|  | Мексика                                                         | Гран Металик                                                    | 9:27 удержание                                                  |                      | Соединённые Штаты Америки | Седрик Александр                           | Проходит в Полуфинал                       |                                            |  |                           |                                     |                                     |                                     |  |                           |                                  |                                  |                                  |
|  |                                                                 |                                                                 |                                                                 |                      | Соединённые Штаты Америки | Седрик Александр                           | Проходит в Полуфинал                       |                                            |  |                           |                                     |                                     |                                     |  |                           |                                  |                                  |                                  |
|  |                                                                 | Филиппины                                                       | Ти Джей Перкинс                                                 | 17:21 удержание      |                           |                                            |                                            |                                            |  |                           |                                     |                                     |                                     |  |                           |                                  |                                  |                                  |
|  | Филиппины                                                       | Филиппины                                                       | Ти Джей Перкинс                                                 | 17:21 удержание      | Ти Джей Перкинс           | Проходит в 1/4 финала                      |                                            |                                            |  |                           |                                     |                                     |                                     |  |                           |                                  |                                  |                                  |
|  | Филиппины                                                       |                                                                 |                                                                 |                      | Ти Джей Перкинс           | Проходит в 1/4 финала                      |                                            |                                            |  |                           |                                     |                                     |                                     |  |                           |                                  |                                  |                                  |
|  | Англия                                                          | Тайлер Бейт                                                     | 14:31 удержание                                                 |                      |                           |                                            |                                            |                                            |  |                           |                                     |                                     |                                     |  |                           |                                  |                                  |                                  |
|  | Англия                                                          | Тайлер Бейт                                                     | 14:31 удержание                                                 |                      |                           |                                            |                                            |                                            |  | Соединённые Штаты Америки | Седрик Александр                    | Проходит в Финал                    |                                     |  |                           |                                  |                                  |                                  |
|  |                                                                 |                                                                 |                                                                 |                      |                           |                                            |                                            |                                            |  | Соединённые Штаты Америки | Седрик Александр                    | Проходит в Финал                    |                                     |  |                           |                                  |                                  |                                  |
|  |                                                                 | Соединённые Штаты Америки                                       | Родерик Стронг                                                  | 14:54 удержание      |                           |                                            |                                            |                                            |  |                           |                                     |                                     |                                     |  |                           |                                  |                                  |                                  |
|  | Соединённые Штаты Америки                                       | Соединённые Штаты Америки                                       | Родерик Стронг                                                  | 14:54 удержание      | Калисто                   | Проходит в 1/4 финала}                     |                                            |                                            |  |                           |                                     |                                     |                                     |  |                           |                                  |                                  |                                  |
|  | Соединённые Штаты Америки                                       |                                                                 |                                                                 |                      | Калисто                   | Проходит в 1/4 финала}                     |                                            |                                            |  |                           |                                     |                                     |                                     |  |                           |                                  |                                  |                                  |
|  | Пуэрто-Рико                                                     | Линсе Дорадо                                                    | 11:37 удержание                                                 |                      |                           |                                            |                                            |                                            |  |                           |                                     |                                     |                                     |  |                           |                                  |                                  |                                  |
|  | Пуэрто-Рико                                                     | Линсе Дорадо                                                    | 11:37 удержание                                                 |                      | Соединённые Штаты Америки | Калисто                                    | 11:39 удержание                            |                                            |  |                           |                                     |                                     |                                     |  |                           |                                  |                                  |                                  |
|  |                                                                 |                                                                 |                                                                 |                      | Соединённые Штаты Америки | Калисто                                    | 11:39 удержание                            |                                            |  |                           |                                     |                                     |                                     |  |                           |                                  |                                  |                                  |
|  |                                                                 | Соединённые Штаты Америки                                       | Родерик Стронг                                                  | Проходит в Полуфинал |                           |                                            |                                            |                                            |  |                           |                                     |                                     |                                     |  |                           |                                  |                                  |                                  |
|  | Соединённые Штаты Америки                                       | Соединённые Штаты Америки                                       | Родерик Стронг                                                  | Проходит в Полуфинал | Родерик Стронг            | Проходит в 1/4 финала                      |                                            |                                            |  |                           |                                     |                                     |                                     |  |                           |                                  |                                  |                                  |
|  | Соединённые Штаты Америки                                       |                                                                 |                                                                 |                      | Родерик Стронг            | Проходит в 1/4 финала                      |                                            |                                            |  |                           |                                     |                                     |                                     |  |                           |                                  |                                  |                                  |
|  | Япония                                                          | Хидэо Итами                                                     | 17:04 удержание                                                 |                      |                           |                                            |                                            |                                            |  |                           |                                     |                                     |                                     |  |                           |                                  |                                  |                                  |
|  | Япония                                                          | Хидэо Итами                                                     | 17:04 удержание                                                 |                      |                           |                                            |                                            |                                            |  |                           |                                     |                                     |                                     |  | Соединённые Штаты Америки | Седрик Александр                 | Чемпион                          |                                  |
|  |                                                                 |                                                                 |                                                                 |                      |                           |                                            |                                            |                                            |  |                           |                                     |                                     |                                     |  | Соединённые Штаты Америки | Седрик Александр                 | Чемпион                          |                                  |
|  |                                                                 | Пакистан                                                        | Мустафа Али                                                     | 12:20 удержание      |                           |                                            |                                            |                                            |  |                           |                                     |                                     |                                     |  |                           |                                  |                                  |                                  |
|  | Япония                                                          | Пакистан                                                        | Мустафа Али                                                     | 12:20 удержание      | Акира Тодзава             | 12:28 удержание                            |                                            |                                            |  |                           |                                     |                                     |                                     |  |                           |                                  |                                  |                                  |
|  | Япония                                                          |                                                                 |                                                                 |                      | Акира Тодзава             | 12:28 удержание                            |                                            |                                            |  |                           |                                     |                                     |                                     |  |                           |                                  |                                  |                                  |
|  | Уэльс                                                           | Марк Эндрюс                                                     | Проходит в 1/4 финала                                           |                      |                           |                                            |                                            |                                            |  |                           |                                     |                                     |                                     |  |                           |                                  |                                  |                                  |
|  | Уэльс                                                           | Марк Эндрюс                                                     | Проходит в 1/4 финала                                           |                      | Уэльс                     | Марк Эндрюс                                | 12:10 Болевой                              |                                            |  |                           |                                     |                                     |                                     |  |                           |                                  |                                  |                                  |
|  |                                                                 |                                                                 |                                                                 |                      | Уэльс                     | Марк Эндрюс                                | 12:10 Болевой                              |                                            |  |                           |                                     |                                     |                                     |  |                           |                                  |                                  |                                  |
|  |                                                                 | Соединённые Штаты Америки                                       | Дрю Гулак                                                       | Проходит в Полуфинал |                           |                                            |                                            |                                            |  |                           |                                     |                                     |                                     |  |                           |                                  |                                  |                                  |
|  | Соединённые Штаты Америки                                       | Соединённые Штаты Америки                                       | Дрю Гулак                                                       | Проходит в Полуфинал | Дрю Гулак                 | Проходит в 1/4 финала                      |                                            |                                            |  |                           |                                     |                                     |                                     |  |                           |                                  |                                  |                                  |
|  | Соединённые Штаты Америки                                       |                                                                 |                                                                 |                      | Дрю Гулак                 | Проходит в 1/4 финала                      |                                            |                                            |  |                           |                                     |                                     |                                     |  |                           |                                  |                                  |                                  |
|  | Соединённые Штаты Америки                                       | Тони Нис                                                        | 16:10 Болевой                                                   |                      |                           |                                            |                                            |                                            |  |                           |                                     |                                     |                                     |  |                           |                                  |                                  |                                  |
|  | Соединённые Штаты Америки                                       | Тони Нис                                                        | 16:10 Болевой                                                   |                      |                           |                                            |                                            |                                            |  | Соединённые Штаты Америки | Дрю Гулак                           | 15:13 удержание                     |                                     |  |                           |                                  |                                  |                                  |
|  |                                                                 |                                                                 |                                                                 |                      |                           |                                            |                                            |                                            |  | Соединённые Штаты Америки | Дрю Гулак                           | 15:13 удержание                     |                                     |  |                           |                                  |                                  |                                  |
|  |                                                                 | Пакистан                                                        | Мустафа Али                                                     | Проходит в Финал     |                           |                                            |                                            |                                            |  |                           |                                     |                                     |                                     |  |                           |                                  |                                  |                                  |
|  | Австралия                                                       | Пакистан                                                        | Мустафа Али                                                     | Проходит в Финал     | Бадди Мерфи               | Проходит в 1/4 финала                      |                                            |                                            |  |                           |                                     |                                     |                                     |  |                           |                                  |                                  |                                  |
|  | Австралия                                                       |                                                                 |                                                                 |                      | Бадди Мерфи               | Проходит в 1/4 финала                      |                                            |                                            |  |                           |                                     |                                     |                                     |  |                           |                                  |                                  |                                  |
|  | Иран                                                            | Ария Дайвари                                                    | 7:46 удержание                                                  |                      |                           |                                            |                                            |                                            |  |                           |                                     |                                     |                                     |  |                           |                                  |                                  |                                  |
|  | Иран                                                            | Ария Дайвари                                                    | 7:46 удержание                                                  |                      | Австралия                 | Бадди Мерфи                                | 11:05 удержание                            |                                            |  |                           |                                     |                                     |                                     |  |                           |                                  |                                  |                                  |
|  |                                                                 |                                                                 |                                                                 |                      | Австралия                 | Бадди Мерфи                                | 11:05 удержание                            |                                            |  |                           |                                     |                                     |                                     |  |                           |                                  |                                  |                                  |
|  |                                                                 | Пакистан                                                        | Мустафа Али                                                     | Проходит в Полуфинал |                           |                                            |                                            |                                            |  |                           |                                     |                                     |                                     |  |                           |                                  |                                  |                                  |
|  | Пакистан                                                        | Пакистан                                                        | Мустафа Али                                                     | Проходит в Полуфинал | Мустафа Али               | Проходит в 1/4 финала                      |                                            |                                            |  |                           |                                     |                                     |                                     |  |                           |                                  |                                  |                                  |
|  | Пакистан                                                        |                                                                 |                                                                 |                      | Мустафа Али               | Проходит в 1/4 финала                      |                                            |                                            |  |                           |                                     |                                     |                                     |  |                           |                                  |                                  |                                  |
|  | Великобритания                                                  | Джек Галлахер                                                   | 17:08 удержание                                                 |                      |                           |                                            |                                            |                                            |  |                           |                                     |                                     |                                     |  |                           |                                  |                                  |                                  |